# Ramgea annulispora
Ramgea annulispora är en svampart som beskrevs av Brumm. 1992. Ramgea annulispora ingår i släktet Ramgea och familjen Thelebolaceae.   Inga underarter finns listade i Catalogue of Life.